# Chevrolet Venture
Venture je bio veliki minivan kojeg je od 1997. do 2005. godine na sjevernoameričkom tržištu prodavala marka Chevrolet. 
U njegovom je razvoju sudjelovao i Opel, a isti se minivan neko vrijeme relativno neuspješno prodavao i u Europi kao Opel Sintra i Chevrolet Trans Sport. U Sjedinjenim Državama na tržištu su bile još dvije njegove izvedbe pod nazivima Oldsmobile Silhouette i Pontiac Montana, a naslijedio ga je Uplander.